# Philipp Andreas Oldenburger
Philipp Andreas Oldenburger (* um 1620 im Herzogtum Celle (?); † 1678 in Genf) war ein deutscher Rechtswissenschaftler.

## Leben und Wirken
Philipp Andreas Oldenburger studierte Rechtswissenschaften an der Universität Helmstedt; zu seinen akademischen Lehrern gehörte Hermann Conring. Nach Beendigung des Studiums erhielt er einen Ruf auf eine Rechtsprofessur an der Universität Genf.
Zeitgenössische Bekanntheit bei einem breiteren Publikum erlangte Oldenburger mit seiner 1669 veröffentlichten Schrift „Constantini Germanici …“, in der er intime Einzelheiten aus dem Leben an deutschen Fürstenhöfen schilderte. Das Buch wurde in vielen Fürstentümern konfisziert und erlangte trotzdem unter der Hand hohe Verbreitung. Oldenburger selbst war scharfer Kritik aus Adelskreisen ausgesetzt. Einer Überlieferung nach soll er "von einem Fürsten, von dessen Liebesabenteuern er geplaudert hatte, durch körperliche Mißhandlungen gezwungen worden [sein], zwei Blätter seiner Schrift zu verschlingen."
In juristischen Fachkreisen galt Oldenburger als umstritten. Unter anderem wurden ihm Plagiatsvorwürfe gemacht. Sein ehemaliger Lehrer Hermann Conring tadelte ihn, weil er dessen Collegienheft über Staatenkunde gegen Conrings ausdrücklichen Willen publizierte und mit eigenen Anmerkungen versah.

## Werke (Auswahl)
- Notitia Rerum Illustrium Imperii Romano-Germanici sive Discursus-Juridico-Politico-Historici ad Instrumentum Pacis Osnaburgo-Monasteriensis etc. 1668
- Constantini Germanici ad Justum Sincerum Epistola politica de Peregrationibus recte et rite instituendis, in qua etc. 1669
- Manuale Principum Christianorum. 1672
- Thesaurus rerum publicarum totius orbis quadripertitus. 1675
- Discursus historico-politici de rebus publicis turbidis in tranquillum statum reducendis. 1677